# Семёновка (Курманаевский район)
Семёновка — село в Курманаевском районе Оренбургской области России. Входит в состав Волжского сельсовета.

## География
Село находится в западной части Оренбургской области, в пределах Восточно-Европейской равнины, в степной зоне, на левом берегу реки Бобровки, вблизи места впадения в неё реки Семёновки, на расстоянии примерно 23 километров (по прямой) к западу от села Курманаевки, административного центра района. Абсолютная высота — 112 метров над уровнем моря.
Климат
Климат характеризуется как резко континентальный, засушливый, с морозной зимой и жарким летом. Среднегодовая температура составляет 3,5 °C. Средняя температура воздуха самого тёплого месяца (июля) — 21 — 21,5 °C (абсолютный максимум — 38 °C); самого холодного (января) — −14,5 °C (абсолютный минимум — −42 °C). Среднегодовое количество атмосферных осадков составляет 300—400 мм..
Часовой пояс
Село Семёновка, как и вся Оренбургская область, находится в часовой зоне МСК+2. Смещение применяемого времени относительно UTC составляет +5:00.

## Население
| 2010 |
| ---- |
| 116  |

Гендерный состав
По данным Всероссийской переписи населения 2010 года в гендерной структуре населения мужчины составляли 50 %, женщины — соответственно также 50 %.
Национальный состав
Согласно результатам переписи 2002 года, в национальной структуре населения русские составляли 93 % из 214 чел.

## Люди, связанные с селом
- Воронков, Александр Кириллович (1924—1986) — участник Великой Отечественной войны. Награждён медалями «За отвагу» (1945[7]) и «За победу над Германией»[8].
- Воронков, Виктор Николаевич (1936—2020) — Заслуженный строитель Российской Федерации (1994[9]), почётный гражданин Оренбургского района (2008[10]). Награждён орденом Почёта (СССР) (1989) и медалями «За освоение целинных земель» (1957), «За доблестный труд. В ознаменование 100-летия со дня рождения Владимира Ильича Ленина» (1970), «За трудовую доблесть» (1971), «Ветеран труда» (1984).
- Воронков, Григорий Кириллович (1912—1993) — участник Великой Отечественной войны. Награждён медалью «За победу над Германией».
- Воронков, Иван Павлович (1923—2015) — участник Великой Отечественной войны. Награждён орденом Отечественной войны II степени, медалями «За оборону Сталинграда», «За победу над Германией» (1947), «За доблестный труд» (1994) и «Ветеран труда».
- Воронков, Николай Кириллович (1915—1983) — участник Великой Отечественной войны. Награждён медалями «За доблестный труд» (1947), «За победу над Германией» (1947) и «Ветеран труда» (1977).
- Воронков, Павел Кириллович (1900—1944) — участник Великой Отечественной войны. Награждён медалью «За оборону Ленинграда» (1943[11]). Пропал без вести под Ригой.
- Воронкова (урождённая Меркулова), Анфиса Ивановна (1910—1994) — колхозница. Награждена медалями «За доблестный труд» (1947) и Материнства II степени (1957).
- Мелехов, Иван (...—...) — участник Первой мировой войны. Награждён Георгиевским крестом III-й степени (1915[12]).
- Меркулов, Пантелеймон Иванович (1886—1915) — участник Первой мировой войны. Пропал без вести под д. Грабовно[13].
- Чернухин, Семён Савельевич (1879—1942) — преподобномученик Сергий[14].
- Есипов, Алексей Иванович (1924 — 2015) — участник Великой Отечественной войны. Награждён медалями «За отвагу», «За победу над Германией», орденом Отечественной войны I степени.